# Akame ga Kill!

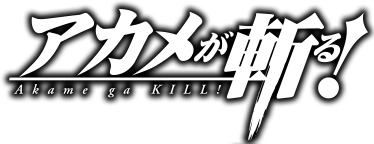
Ilustrație caligrafică a mangăi japoneze

Akame ga Kill! (în japoneză: アカメが斬る!) este o manga japoneză scrisă și ilustrată de Takahiro, care are și o adaptare anime realizată de studioul White Fox.

## Poveste
Raidul de Noapte este un grup de asasini sub acoperire dedicat să elimine corupția care a infectat capitala datorită armatei revoluționare, prin uciderea fără milă a celor responsabili. O revoltă adunată pentru al răsturna pe prim-ministru, a cărui bogății și sete de putere ajunge să profite de lipsa de experiență a împăratului copil. Fără un lider puternic și binevoitor, restul națiunii este lăsată să se înece în sărăcie, ceartă și ruină. Cu toate că membrii Raidului de Noapte sunt toți criminali cu experiență, ei înțeleg că a lua viața este departe de a fi lăudabil și cu aceste fapte nu vor ajunge departe.
Început
Într-o zi Tatsumi pleacă spre capitală pentru a câștiga bani pentru satul său înfometat și descoperă o lume de o incredibilă corupție. După ce aproape a devenit o victimă a acestei corupții, Tatsumi este recrutat de Raidul de Noapte.

## Conținut

### Manga
Akame ga Kill! (2010-2016)
Akame ga Kill! Zero (2013-Prezent)

### Anime
Akame ga Kill! (2014)